# Харченко, Иван Николаевич
Иван Николаевич Харченко (род. 9 мая 1967, Кирпильская, Краснодарский край) — российский политический деятель, депутат Государственной думы четвёртого созыва

## Биография
В 1989 году окончил Краснодарское высшее военное командно-инженерное училище ракетных войск.
В 1999 году — Кубанский государственный университет.
В 2001 году — Кубанский государственный аграрный университет.
2001—2003 гг. — председатель комитета[какого?] Законодательного Собрания Краснодарского края II и III созывов.
Член Военно-промышленной комиссии при Правительстве Российской Федерации, в соответствии с распоряжением правительства Российской Федерации от 29 декабря 2012 г. № 2612-р — первый заместитель председателя Военно-промышленной комиссии при Правительстве Российской Федерации
С 2018 года — заместитель генерального директора Государственной корпорации по космической деятельности «Роскосмос»

### Депутат госдумы
2003—2007 гг. — Депутат Государственной Думы Федерального Собрания Российской Федерации IV созыва, член комитета по бюджету и налогам, первый заместитель председателя комитета по собственности, г. Москва